# 刘恕 (沙漠化防治专家)
刘恕（1934年3月—），女，籍贯河北滦县，生于辽宁沈阳，中国沙漠化防治专家，甘肃省人民政府原副省长，中国科学技术协会原书记处书记、副主席、荣誉委员。

## 生平
1954年加入中国共产党。1960年毕业于苏联列宁格勒基洛夫森林工程学院林业系。1995年5月，中国科学技术协会第四次代表大会召开，并选举产生第四届全国委员会。5月27日，第四届全国委员会第一次会议召开，其被选为常务委员、书记处书记。2001年6月，中国科学技术协会第六次全国代表大会召开，并选举其出任第六届全国委员会常务委员。